# Alburnus timarensis
Espèce
Synonymes
- Alburnus tarichi (Güldenstädt, 1814)[2]
- Chalcalburnus tarichi (Güldenstädt, 1814)[2]
- Cyprinus tarichi Güldenstädt, 1814[2]
- Leuciscus vanensis Günther, 1868[2]

Statut de conservation UICN

 CR B1ab(i,ii,iii,iv) : 
En danger critique
Alburnus timarensis est un poisson d'eau douce de la famille des Cyprinidae.

## Répartition
Alburnus timarensis est endémique de Turquie où elle se rencontre dans les cours d'eau se jetant dans le lac de Van.

## Description
La taille maximale connue pour Alburnus timarensis est de 108 mm.

## Taxonomie
Ce taxon n'est pas reconnu par tous les organismes scientifiques, certains le considérant comme synonyme de Alburnus tarichi. Toutefois, une étude réalisée en 2013 a démontré que A. timarensis était une espèce à part entière, se différenciant notamment de A. tarichi par le fait qu'elle vit en permanence en eaux vives alors que A. tarichi est lacustre et ne remonte les cours d'eau que pour s'y reproduire. Elle s'en différencie aussi par le nombre d'écailles de sa ligne latérale moins important.

## Publications originales
- Kuru, 1980 : A new fish species from Lake Van (Cyprinidae). Hacettepe Bulletin of Natural Science and Engineering: a bulletin published by Hacettepe University, Faculty of Science, vol. 9, p. 97-102[6].
- Elp, Özuluğ, Şen & Freyhof, 2013 : Validation of Alburnus timarensis from the Lake Van basin, eastern Anatolia (Teleostei: Cyprinidae). Zoology in the Middle East, vol. 59, n. 3, p. 235-244 (texte intégral).